# Dariusz Wiśniewski
Dariusz Piotr Wiśniewski (ur. 27 listopada 1962 w Warszawie) – polski dyplomata, Konsul Generalny RP w Lyonie (2013–2015) oraz Montrealu (2018–2023), Dyrektor Generalny Służby Zagranicznej (2015–2016).

## Życiorys
Ukończył studia wyższe na Wydziale Historycznym Uniwersytetu Warszawskiego (1987) oraz studia podyplomowe w Krajowej Szkole Administracji Publicznej (1992–1994, II promocja) i Uniwersytecie Oksfordzkim. Przez kilka lat był związany z Instytutem Historii PAN.
W 1994 rozpoczął pracę w Ministerstwie Spraw Zagranicznych. Początkowo w latach 1994–1997 pracował w Departamencie Ameryki Północnej i Południowej, zajmując się problematyką współpracy politycznej i wojskowej między Polską a USA oraz przygotowaniami Polski do wejścia do NATO. W latach 1997–2001 pracował w Wydziale Politycznym Ambasady w Waszyngtonie, gdzie zajmował się m.in. polsko-amerykańską współpracą polityczną i wojskową oraz relacjami z Polonią.
W latach 2001–2004 pracował w sekretariacie ministra. W latach 2004–2009 pracował w Ambasadzie w Zagrzebiu jako radca ds. politycznych i zastępca ambasadora. W tym czasie jako chargé d’affaires od 1 kwietnia 2007 do 16 października 2008 kierował pracą tej placówki. Od początku 2010 tworzył Centrum Rozwoju Zawodowego MSZ.
Od września 2013 przez ponad 2 lata był Konsulem Generalnym w Lyonie. 1 lutego 2016 objął stanowisko Dyrektora Generalnego Służby Zagranicznej (od grudnia 2015 był p.o. DGSZ). Od 1 września 2016 do 11 sierpnia 2017 kierował jako chargé d’affaires Ambasadą w Paryżu. 19 lutego 2018 objął funkcję Konsula Generalnego RP w Montrealu. Od 1 października 2020 równolegle Stały Przedstawiciel RP przy Organizacji Międzynarodowego Lotnictwa Cywilnego. Pracę na placówce w Montrealu zakończył w lecie 2023. Od 19 października 2023 do marca 2024 był zastępcą dyrektora Departamentu Współpracy z Polonią i Polakami za Granicą MSZ. W grudniu 2024 został kierownikiem Wydziału Konsularnego Ambasady RP w Wilnie w klasie konsula generalnego.
Mówi biegle po angielsku, francusku i chorwacku. Żona Ewa jest pracowniczką naukową Uniwersytetu Warszawskiego. Są rodzicami piątki dzieci.